# Hortus Magicus

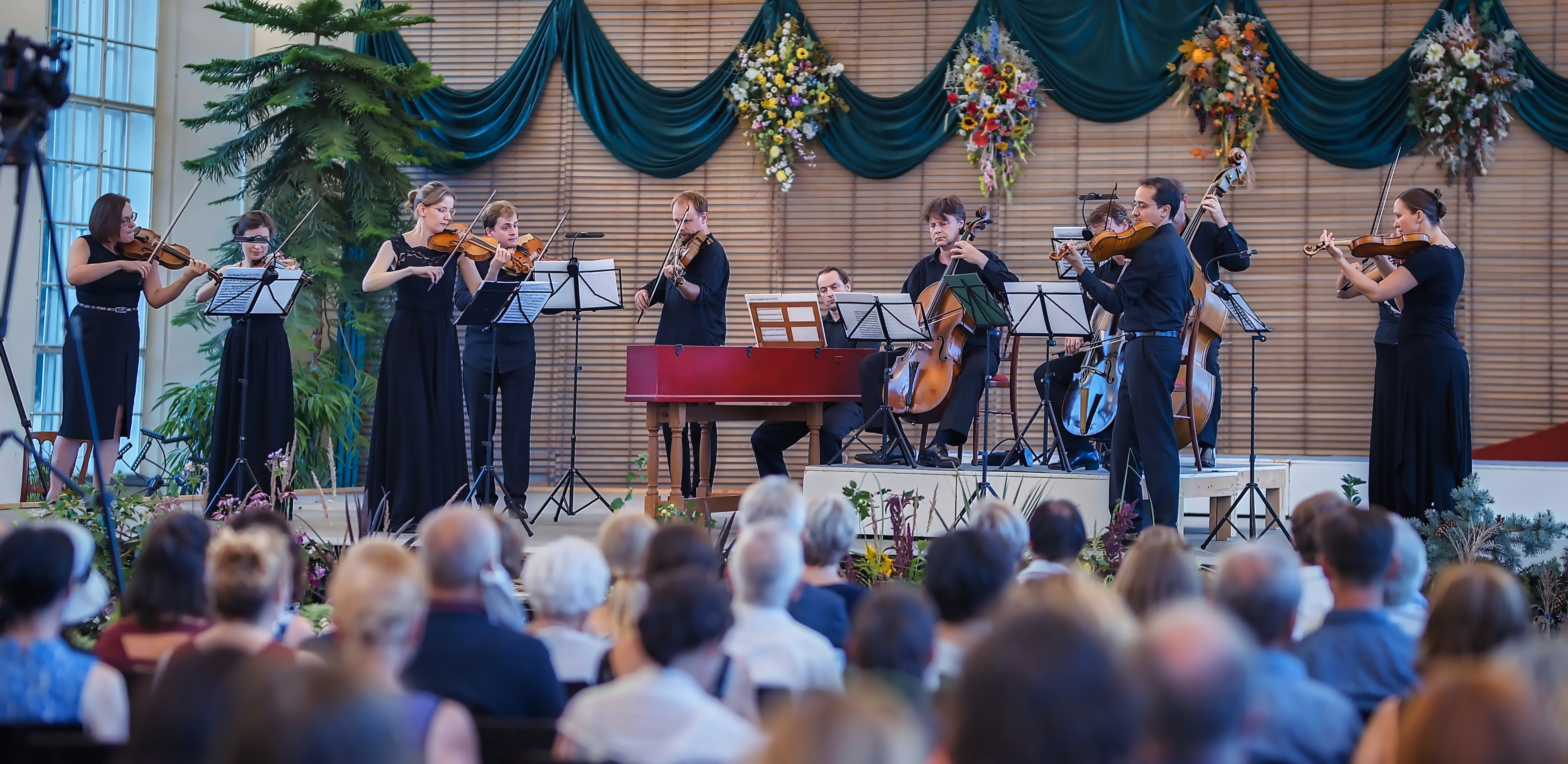
Conventus Quatuor na festivalu Hortus Magicus 2020

Hortus Magicus je pravidelný třídenní festival barokní hudby v Kroměříži v Květné zahradě, památce UNESCO. První ročník festivalu se konal v roce 2014. Festival svým historizujícím pojetím odkazuje na dobu v níž žil zakladatel květné zahrady v Kroměříži a sběratel umění biskup Karel II. z Lichtenštejna-Kastelkornu, v jehož osobním hudebním archivu se zachovala řada vzácných dobových skladeb. Pořadatelem festivalu Hortus Magicus je spolek Kulturní Morava. Latinský název Hortus Magicus v češtině znamená Kouzelná zahrada.

## Program festivalu

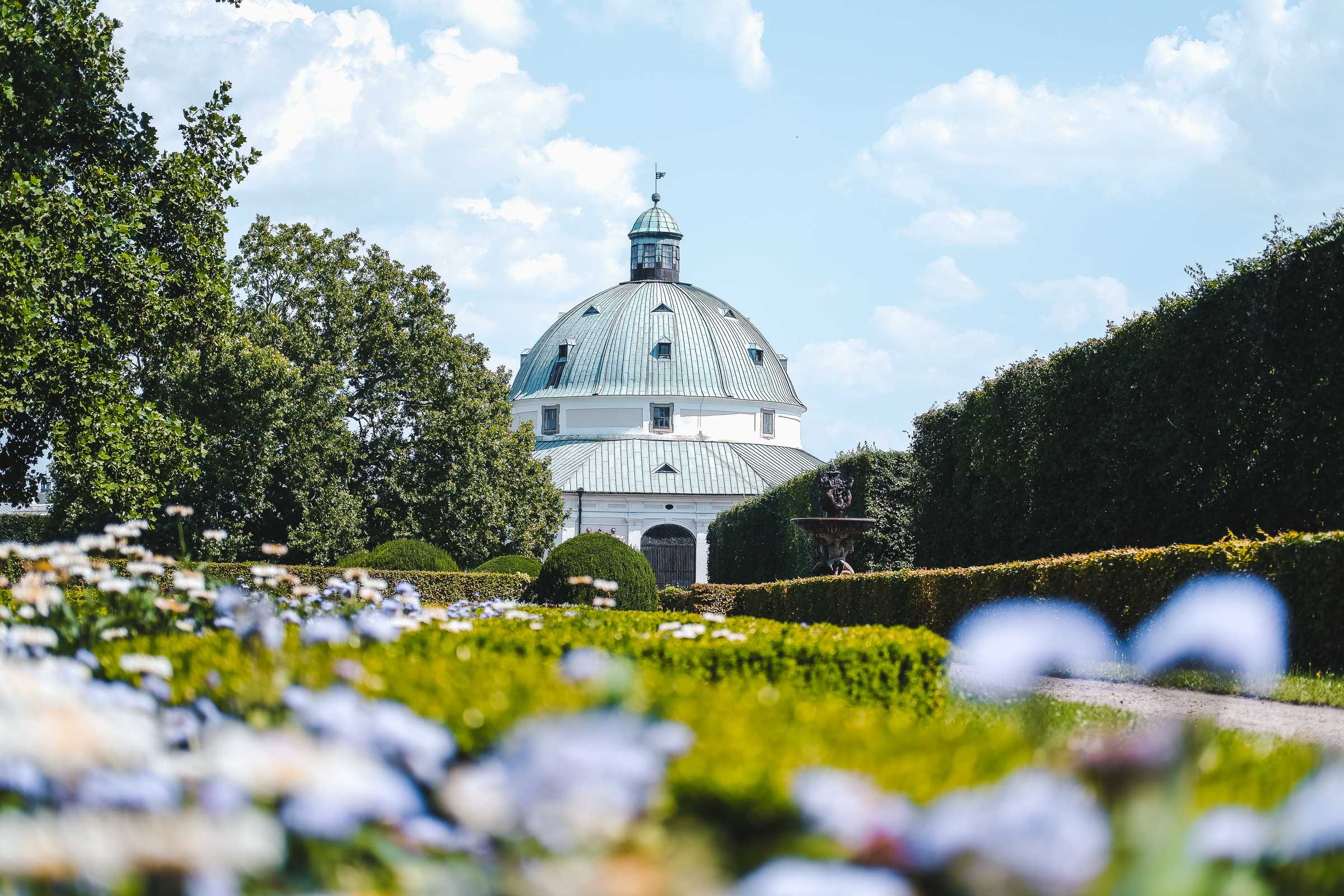
Květná zahrada neboli Libosad, místo konání Hortus Magicus

Jádrem programu festivalu Hortus Magicus jsou novodobá hudební představení barokních děl s použitím historických nástrojů. Další součástí programu byly v minulosti klavírní koncerty,, loutková divadelní představení, dobový barokní ohňostroj nebo komentované prohlídky zahrady. Po dobu konání festivalu je také otevřena půjčovna barokních kostýmů. Součástí doprovodného programu bylo v minulosti také promítání filmů, předčítání knih, pouliční divadlo, lekce barokního tance, lekce malířství, kuchařská představení, degustaci vín nebo květinářská představení a květinářské dílny. Dějištěm hudebních vystopení jsou kromě květné zahrady také kroměřížský kostel Nanebevzetí Panny Marie a kostel sv. Jana Křtitele.

## Historie

### Ročník 2014
První ročník festivalu proběhl od 5. do 7. září 2014. Součástí festivalu bylo slavnostní otevření částí Květné zahrady, které předtím procházely obnovou. Už při prvním ročníku byla součástí festivalu nejen hudební, ale i divadelní představení a také barokní ohňostroj.

### Ročník 2015
Na festivalu vystoupila hudební sdružení Opera na cestách, Plaisirs de Musique, Musica Florea a taneční uskupení Hartig Ensemble a Alla Danza. Zazněla díla španělských barokních skladatelů Juana Arañése, Maraina Maraise, Josého Marína, Juana Hidalga a Gaspara Sanze a díla francouzských barokních skladatelů Jeana-Baptista Quinaulta, Jeana-Baptista Lullyho a Josepha Bodina z Boismortier.

### Ročník 2017
Při čtvrtém ročníku festivalu bylo z místních archivních pramenů biskupa Karla II. z Lichtenštejna-Kastelkornu nastudováno představení Festa di Sua Maesta Caesarea Leopoldo. Italský název skladby v češtině znamená Svátek Jeho Veličenstva císaře Leopolda a odkazuje na osobu Leopolda I. Habsburského.

### Ročník 2019
Šestý ročník se konal ve dnech 8 až 11. srpna. Hlavním bodem programu byla barokní serenáta Karla Ditterse z Dittersdorfu Il tribunale di Giove a barokní serenata Pietra Andrey Zianiho L’Elice. K L’Elice se právě v Kroměříži zachovala dobová partitura závěrečného baletu od Johanna Heinricha Schmelzera. Příběhem nymfy Kallistó z Ovidiových Proměn, který je ústředním motivem Zianiho opery L´Elice, se také věnovala floristická instalace v Rotundě. Dále zazněly skladby českého barokního skladatele Pavla Josefa Vejvanovského v podání (Czech Enseble Baroque).

### Ročník 2020

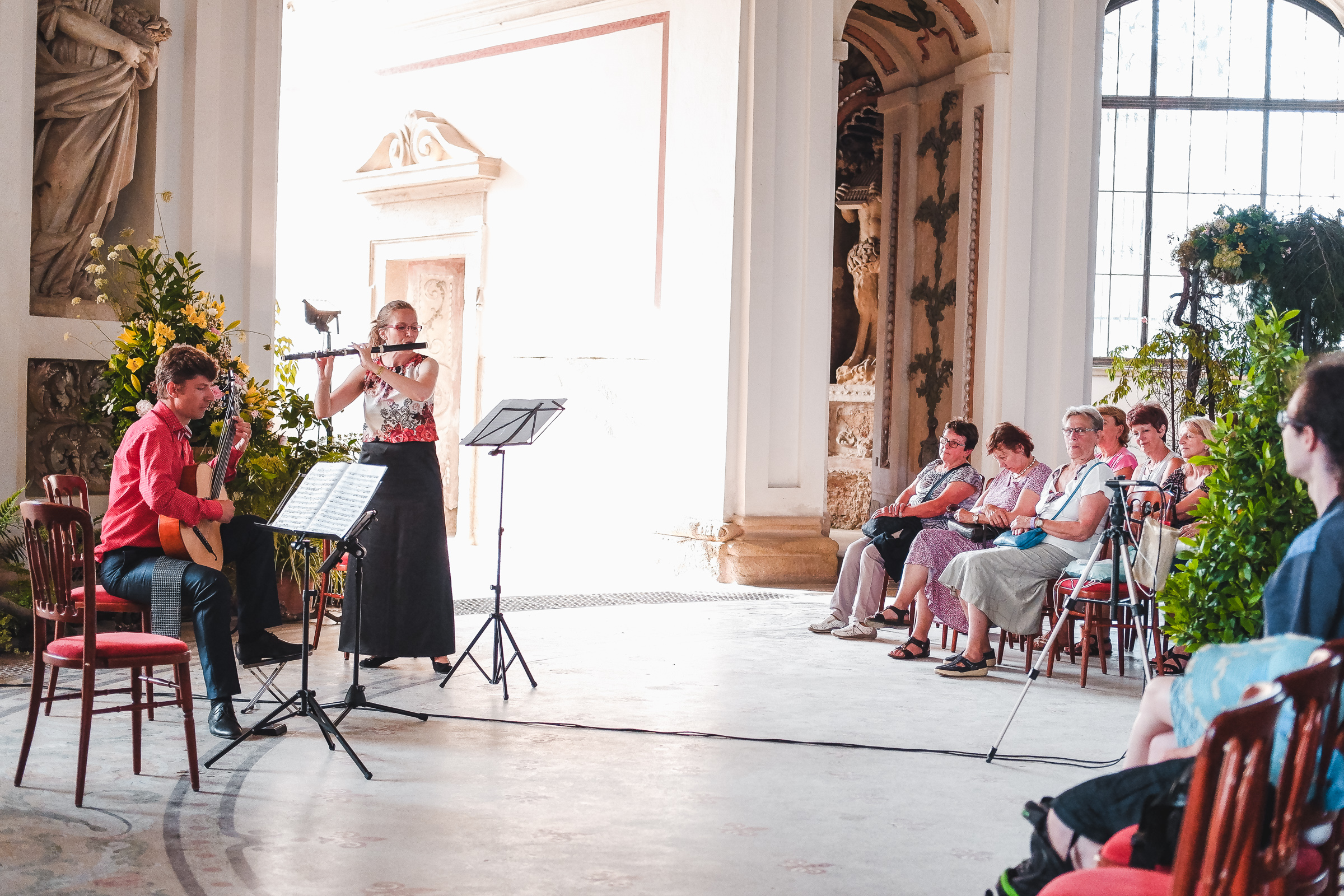
Koncert v rotundě Květné zahrady v rámci Hortus Magicus 2020

V Kroměříži se konal ve dnech 7. až 9. srpna sedmý ročník Hortus Magicus a tématem festivalu byla Proměna - čtvero ročních dob. Tematická inspirace vycházela z díla Čtvero ročních dob barokního skladatele houslisty Antonia Vivaldiho z přelomu 17. a 18. století. S flétnovým koncertem vystoupila Michaela Koudelková a s koncertem na hammerklavier Monika Knoblochová. Zazněla díla barokních skladatelů Alajose Czibulky, Antonína Rejchy, Franciszka Lessela, Antona Zimmermanna a klasicistního skladatele Karla Ditterse z Dittersdorfu. Dále koncertně vystoupilo Rejchovo kvarteto a barokní duo L&M.
Pro návštěvníky festivalu bylo vyhrazeno parkovací místo u kroměřížského výstaviště, odkud byla pořadately zajištěno bezplatné autobusové kyvadlové dopravní spojení s Květnou zahradou.

### Ročník 2021
Téma pro osmý ročník je biblický král David. Téma vychází z oratoria Karla Ditterse z Dittersdorfu Il Davide, které bude návštěvníky provázet po celou dobu festivalu.